# Ээтионея
Ээтио́нея (греч. Ἠετιώνεια) – мыс к северу от Пирея со сторожевой башней для охраны порта Древних Афин. По Стефану Византийскому и Гарпократиону назван в честь аттического героя Ээтиона (греч. Ηετίων).

Изображение ворот Ээтионеи

## История
В правление олигархии Четырехсот в Афинах мыс активно укреплялся, в том числе стратегом Аристотелем для возможности в любое время впустить в Пирей пелопоннесцев. Возводилась стена, смысл которой заключался в защите «немногих людей». В дальнейшем гоплиты, строившие стену, взбунтовались, схватили Алексикла, одного из стратегов олигархического режима, после чего Ферамен предложил совету Четырехсот пойти ему на выручку, а в отношениях с гоплитами согласился на снос стены.

## Описание
Ээтионея — скалистая коса, тянущаяся от северной части Пирея до устья большой гавани, с левой стороны, при входе в Пирей с моря. На обоих выступах входа в пирейскую гавань стояли сторожевые башни. У одной из них оканчивалась древняя пирейская стена. Новое укрепление начиналось тут же, тянулось вдоль дороги и составляло другую сторону треугольника; третью сторону образовала поперечная стена, заграждавшая портик. Портик был построен ещё Периклом и предназначался для хранения привозимого в Аттику хлеба.
Сохранились руины ворот Ээтионеи. Ворота шириной 3,7 метра располагались между круглыми башнями диаметром 10 метров. Вход защищал передний вал и ров шириной 3,5 метра на расстоянии 1,8 метра от ворот, через который был переброшен деревянный разводной мост.